# Utopia (álbum de Expensive Soul)
Utopia é o terceiro álbum de originais da banda portuguesa Expensive Soul.

## Faixas
1. "Intro Exs"
2. "O Amor é Mágico"
3. "Tem Calma Contigo"
4. "Deixei de Ser Bandido"
5. "Contador de Histórias"
6. "Dou-te Nada"
7. "Contra Corrente"
8. "Sara"
9. "Só Contigo"
10. "São Dicas"
11. "Hoje é O Dia Mais Feliz da Minha Vida"
12. "Game Over"
13. "Celebração"

## Recepção
| Críticas profissionais | Críticas profissionais |
| Avaliações da crítica  | Avaliações da crítica  |
| Fonte                  | Avaliação              |
| ---------------------- | ---------------------- |
| Disco Digital          | Favorável              |

David Pinheiro para o site Disco Digital refere que "...Expensive Soul abandonam a imagem de banda para adolescentes mas falta um discurso mais cuidado para dar o salto."